# Vella Flat
Koordinaten: 78° 11′ S, 166° 14′ O
Das Vella Flat ist eine küstennahe Ebene im Nordwesten von Black Island im antarktischen Ross-Archipel. Sie liegt südlich des Lake Cole.
Das Advisory Committee on Antarctic Names benannte sie 1999 nach dem Geologen Paul Vella von der Victoria University of Wellington, der einer Kampagne der Victoria University’s Antarctic Expeditions zwischen 1964 und 1965 stratigraphische Untersuchungen der Brown-Halbinsel und Black Island vorgenommen hatte.